# Paranormal Activity: Next of Kin
Série Paranormal Activity
Paranormal Activity 5 : Ghost Dimension
(2015)
Pour plus de détails, voir Fiche technique et Distribution.
Paranormal Activity: Next of Kin est un film d'horreur américain réalisé par William Eubank et sorti en 2021.
Le film suit Margot qui reçoit une invitation de la part de son parent biologique, Samuel, à se rendre à la Ferme Beiler afin de rencontrer la communauté. Elle s'y rend avec ses amis, Chris et Dale et sous leur apparence innocente, la communauté leur cache de terribles secrets, et leurs recherches vont les mener sur la piste d'un ancien Dieu-Démon appelé Asmodée.
Ce film n'a aucun lien avec les 5 premiers films de la saga.

## Synopsis
Margot et son ami caméraman Chris veulent réaliser un documentaire sur le passé de Margot. Sa mère, Sarah, l'a abandonnée devant un hôpital. Les images de sécurité de la mère de Margot l'abandonnant la perturbent encore aujourd'hui, car elle se demande ce qui a poussé Sarah à prendre une décision aussi drastique. Dans le présent, elle rencontre son parent biologique Samuel, qui, grâce à un site Internet permettant de faire des tests ADN, a découvert qu'il avait un descendant vivant. Peu de temps après, ils sont rejoints par Dale, qui serait le preneur de son du documentaire. Samuel les conduit dans la petite communauté Amish de Beiler Farm, d'où est originaire la mère de Margot.
Jacob, le patriarche de la commune et père de Sarah, accueille l'équipe, où ils se logent dans une chambre rustique. Tard dans la nuit, Margot se réveille et découvre des lumières rouges se déplaçant au loin. Lorsque Margot interroge Samuel sur les lumières le lendemain, il lui parle d'un ours qui a revendiqué une partie du bétail. Margot visite la grange et trouve une petite fille en train de brosser les cheveux de sa poupée. La poupée s'appelle Sarah, et quand Margot dit à la fille que c'était le nom de sa mère, la fille dit énigmatiquement que Sarah est "toujours là". Dans la nuit, des bruits étranges se font entendre dans le grenier, et Margot s'aventure, à l'insu de ses hôtes, dans l'ancienne chambre, qui était celle de sa mère. Elle attrape un fantôme devant la caméra, et tandis que Dale pense que c'est terrifiant, Chris le rejette comme une lumière parasite.
Le lendemain matin, ils interviewent Jacob devant la caméra, qui leur parle de Sarah, qui était apparemment une femme libre d'esprit qui ne se souciait que d'elle-même. Pour défier la pratique d'épouser quelqu'un au sein de la commune, elle a couché avec un garçon du village voisin et est tombée enceinte. Comme la grossesse hors mariage était contre la coutume, la communauté avait l'intention de forcer Sarah à céder son bébé à un couple marié au sein du groupe. Sarah a plutôt abandonné son bébé à l'hôpital. Margot est lente à assimiler l'histoire. Sarah est présumée morte, mais Margot pense que sa mère est toujours en vie.
En examinant des images de drones, l'équipe trouve une église à environ un mile de la ferme. L'église est fermée à clé, avec les mots allemands "So weit nicht weiter" gravés sur la porte. L'expression signifie  "Jusqu'ici, pas plus loin". Avant qu'ils ne puissent entrer dans l'église, Jacob s'approche pour leur dire que pénétrer dans l'église est interdit. Cette nuit-là, Margot et l'équipe découvrent un étrange rituel dans la grange dans laquelle un agneau nouveau-né à deux têtes est sacrifié.
Le mystère s'épaissit et l'avertissement de Jacob intrigue encore plus Margot. Pendant que Samuel donne une leçon d'équitation à Dale, Margot et Chris se faufilent, sans respecter les hôtes qui les accueillent, dans l'église et découvrent d'étranges peintures murales dessinées sur le sol représentant une figure démoniaque nommée Asmodée et des scènes de sacrifices rituels. En creusant davantage, Chris trouve un compartiment caché sous l'autel, menant à un fossé. Saisissant l'occasion, Margot demande à Chris de la faire descendre dans la fosse. Elle entend un bruit étrange dans l'obscurité avant de paniquer et d'appeler à l'aide. De retour dans sa chambre, Chris rejoue la vidéo et pense discerner que le bruit viendrait d'un animal.
Le lendemain, Margot entre dans la chambre de Jacob, et fouille, alors qu'il est ailleurs et trouve un ordinateur dans une petite pièce attenante. Elle trouve une correspondance entre Jacob et Samuel, et il semble que Jacob sache tout sur la vie de Margot. Elle se fâche et Chris suggère qu'ils partent. Cette nuit-là, une ombre attaque Margot dans sa chambre. Chris et Dale se réveillent pour trouver Margot en état de choc et son drap trempé de sang. Le médecin leur parle de ''flux menstruel inhabituel'' de Margot, mais ils ne le croient pas.
Chris et Dale s'aventurent dans la neige pour se rendre en ville pour obtenir une nouvelle batterie pour le véhicule, et le gars qui les conduit leur dit également que les gens de Beiler Farm ne sont pas Amish. Chris et Dale utilisent l'ordinateur du magasin pour conclure que Beiler Farm est une communauté croyant au démon Asmodée. Selon le mythe, le village Norvégien de Beskytter a subi un massacre. Ces villageois pensaient que c'était l'œuvre d'Asmodée, le Prince des démons. Ils ont piégé le démon dans le corps d'une femme, qui allait désormais passer de mère en fille dans la lignée.
Chris se rend compte que Sarah a été soumise à un sacrifice rituel pour contenir le Dieu-Démon Asmodée dans son corps. Lorsque Chris et Dale reviennent de leur voyage du magasin, Margot a disparu. Alors que Dale part installer la batterie, Chris entre dans l'église démoniaque à la recherche de Margot. Après une rencontre sanglante avec Jacob, Chris retrouve Margot au fond de la fosse. Il parvient à ramener Margot à la réalité, mais une créature squelettique les poursuit dans la forêt enneigée alors qu'ils grimpent. Dans les bois, la créature attaque Dale, tandis que Chris et Margot parviennent à s'échapper et cherchent refuge dans la grange, mais cela ne les sauve pas. La créature attaque Chris, mais Margot l'appelle Sarah, et cela semble l'arrêter momentanément. Margot pousse alors la créature, qui tombe sur une rangée d'outils agricoles à pointes, s'y empalant.
En essayant de démarrer le camion, Chris se rend compte que la clé est toujours en possession de Dale. De retour dans les bois, ils découvrent Dale mort mais récupèrent les clés. À leur retour à la ferme, celle-ci s'est transformée en Enfer brûlant. Accomplissant la Prophétie de la libération du démon, les voisins s'entretuent, une grande partie du bétail est morte et les maisons brûlent. Puis, heureusement, la voiture démarre et ils s'échappent de l'enfer brûlant. Plus tard, une patrouille de Police arrive sur les lieux pour constater l'étendue des dégâts. Un enfant pleure dans la grange. Lorsque le policier enquête, il découvre que l'enfant n'est autre que Samuel. Hochant la tête, les policiers se font exploser la tête. Le démon a possédé Samuel. Le dernier plan le montre en train de conduire dans les bois, vraisemblablement à la recherche de Chris et Margot pour les tuer.

## Fiche technique
Sauf indication contraire, les informations mentionnées dans cette section peuvent être confirmées par la base de données cinématographiques IMDb,  présente dans la section « Liens externes ».
- Titre original : Paranormal Activity: Next of Kin
- Réalisation : William Eubank
- Scénario : Christopher Landon, d'après Paranormal Activity d'Oren Peli
- Photographie : Pedro Luque
- Costumes : Whitney Anne Adams
- Montage : Todd E. Miller
- Production : Jason Blum et Oren Peli
- Sociétés de production : Paramount Players, Blumhouse Productions,Solana Films et Room 101, Inc.
- Société de distribution : Paramount+
- Pays d'origine :  États-Unis
- Langues originales : anglais
- Genres : horreur
- Durée : 98 minutes
- Dates de sortie :
  - États-Unis : 29 octobre 2021 sur Paramount+
  - France : 3 février 2022 sur OCS
- Classification :
  - États-Unis : R (interdit aux moins de 17 ans non accompagné)
  - France : Interdit aux moins de 12 ans à la télévision

## Distribution
- Emily Bader : Margot
- Kirby Johnson : Sarah
- Roland Buck III : Chris
- Dan Lippert : Dale
- Henry Ayres-Brown : Samuel
- Tom Nowicki : Jacob
- Jill Andre (VF : Colette Venhard) : Lavina
- Colin Keane (VF : Cécile Gatto) : Eli

## Édition en vidéo
Paranormal Activity: Next of Kin sortira exclusivement en DVD et Blu-ray le 12 octobre 2022, et les DVD et Blu-ray seront édités par Paramount Pictures France.